# Flora Analítica de la Provincia de Valencia
Flora Analítica de la Provincia de Valencia (abreviado Fl. Anal. Prov. Valencia) es un libro con ilustraciones y descripciones botánicas que fue escrito conjuntamente por Gonzalo Mateo Sanz y Ramón Figuerola Lamata. Fue publicado en el año 1987.